# Koumra
Koumra   este un oraș  în  partea de sud a Ciadului,  centru administrativ al regiunii  Mandoul.